# Cerro de los Santos

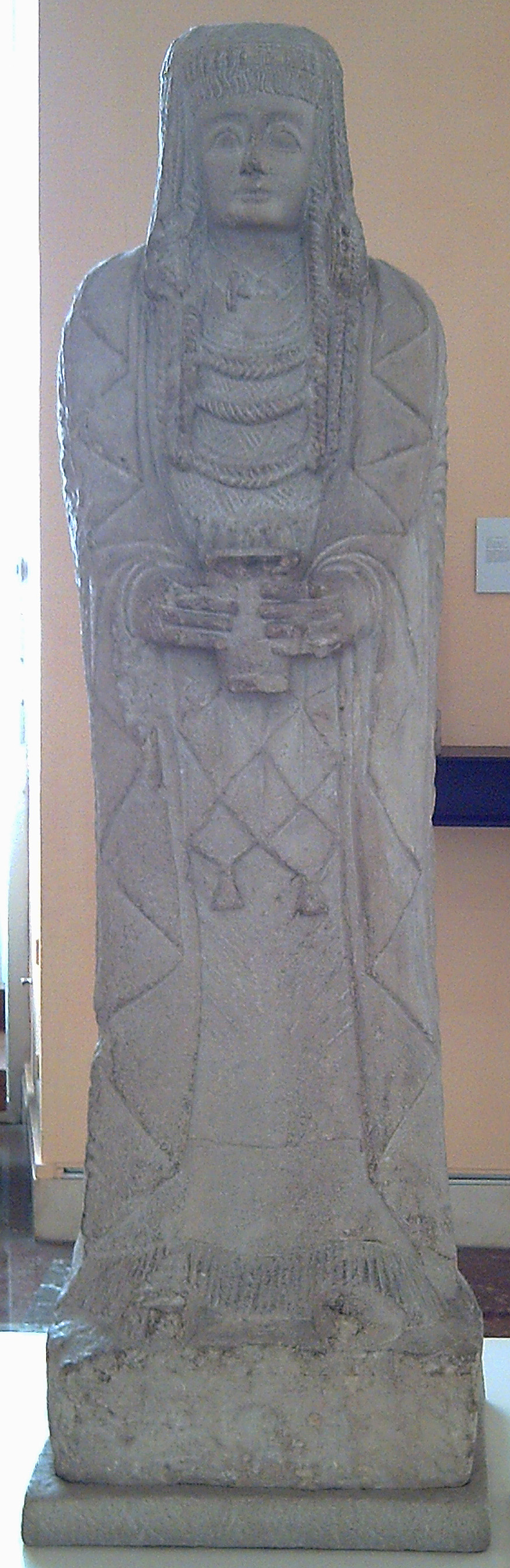
Gran Dama Oferente

El santuario ibérico del Cerro de los Santos, perteneciente al período ibérico pleno y reciente y romano (siglos IV a. C.-IV) se localiza en el término municipal de Montealegre del Castillo (Albacete, España), cerca de la carretera hacia Yecla. El lugar está señalado con un obelisco conmemorativo erigido en 1929.
El yacimiento corresponde a un santuario ibérico que estaría situado en el trayecto de la vía Heraclea (camino de Aníbal) en territorio bastetano, vecino a la Contestania. En la actualidad, los vestigios del templo, cuya planta era reconocible a finales del XIX, han desaparecido por completo, quedando únicamente dibujos de algunos restos (capitel jónico, dibujo de Aguado Alarcón). Quedan, únicamente, restos de catas de excavaciones recientes, con algunos restos de muros, y no es posible identificar ningún tipo de estructura digna de mención. Los fragmentos de cerámica están diseminados especialmente en la porción norte del cerro. Hacia el sur destaca el monte Arabí.

## Historia
Hay evidencias en el término de Yecla de rastros de las épocas del paleolítico como restos humanos y armas de piedra, del neolítico y eneolítico; se han descubierto túmulos y cámaras sepulcrales. Más tarde, en la transición entre la Edad del Bronce y la Edad del Hierro, se asentaron en la zona grupos humanos que posteriormente constituirían el poblamiento ibérico, formando agrupaciones o tribus, siendo la de los contestanos la que ocupó las provincias de Albacete, Valencia, Murcia y Alicante. Los contestanos tuvieron contactos comerciales con otros pueblos como los fenicios, egipcios, griegos y asirios. En esta época se levantó un templo íbero en el Cerro de los Santos como lugar de peregrinaje y centro espiritual.
El Cerro de los Santos estaba situado cerca de una ciudad llamada Ello (posteriormente Elo) cuyos restos se encuentran en el Llano de la Consolación. En la parte superior del cerro con forma de planicie se hallaba el templo, que en su interior albergaba diversas esculturas. Por su posición se la considera una acrópolis. Al este pasaba la vía Heráclea y al oeste el camino para Cartago Nova.
Ya en época de los romanos, al declarar Constantino I el Grande la religión cristiana como la oficial, el templo entró en declive hasta que en el año 399 Arcadio mandó destruir todos los templos gentiles de campos y ciudades. El templo del Cerro de los Santos fue quemado, habiendo quedado como huellas grandes masas de plomo derretido.

## Descubrimiento y estudio

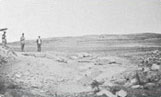
Cerro de los Santos en 1898, por Pierre Paris.

El nombre de Cerro de los Santos proviene del siglo XIV pero no fue hasta mediados 1830 cuando se deforestó la zona y comenzaron a aparecer los primeros hallazgos. El primer informe oficial de descubrimientos data del 28 de junio de 1860, con el informe que Juan de Dios Aguado y Alarcón. En aquella época Vicente Juan y Amat realizó las primeras excavaciones vendiendo los descubrimientos (previa modificación de algunos para aumentar su valor y directamente falsificados otros) al Museo Arqueológico Nacional de España.
La primera campaña arqueológica fue llevada a cabo con el consentimiento del dueño del terreno, el Marqués de Valparaíso. En ella se excavó el templo y se descubrió la pieza más importante de las encontradas allí: la Gran Dama Oferente. Desde entonces se han realizado varias excavaciones más.
El estudio de los materiales, con una valoración más arqueológica de los hallazgos, ha permitido establecer una cronología que comenzaría en el siglo IV a. C., con la aparición de las primeras esculturas con cerámicas ibéricas y griegas de importación. Posteriormente en este lugar de culto se levantaría un templo de estructura latina. El lugar de culto permanecería en uso hasta su destrucción, posiblemente en época tardo romana. Además de cerámicas grises y de tipo ibérico se han identificado otros materiales como fusaiolas, pondera, fíbulas, vasos calados, ánforas ibéricas y romanas, cerámicas campanienses, sigillata, monedas romanas, grapas de metal, así como numerosos ladrillos romboidales, presumiblemente procedentes de uno de los últimos pavimentos del lugar.
En contraste con los abundantes materiales obtenidos en el lugar (lo más destacado, alrededor de 400 esculturas), y que constituyen uno de los mayores atractivos del Museo Arqueológico Nacional, como la dama oferente o la pareja oferente, en el lugar no queda prácticamente nada y el lugar del Santuario solo puede ser localizado gracias al obelisco conmemorativo  erigido en  1929 que hoy en día es el único distintivo de la zona.

### Hallazgos

#### Escultura
Entre el material escultórico descubierto,  predominan las cabezas, figuras sedentes, "damitas", exvotos etc., talladas en caliza, arenisca y terracota.  La mayor parte son antropomorfas, de bulto redondo, y como la Gran Dama Oferente, se exhiben en el Museo Arqueológico Nacional. En menor medida, también se ha preservado restos epigráficos y zoomorfos.

## Véase también

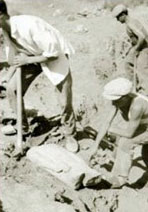
Obreros en el Cerro de los Santos, en la excavación de 1960, extrayendo una escultura.